# Concertador de privilegios
Antiguamente, se llamba concertador de privilegios a cada uno de los tres sujetos que tenían a su cargo la expedición de las confirmaciones de los privilegios reales. 
Los concertadores debían asistir los tres al examen de los privilegios que se presentaren para la confirmación y si hicieren alguna confirmación indebida, tenían que pagar la cuantía del privilegio y restituir los derechos con el cuatro tanto. Les estaba prohibido recibir directa o indirectamente dones o regalos de personas interesadas en las confirmaciones, bajo la pena de pagarlos con diez tantos por la primera vez y de privación de oficio por la segunda según lo estipulado en la ley 17 , tit. 5 , Vi. 5 de la Novísima Recopilación.